# Top TV Pelotas
Top TV Pelotas é uma emissora de televisão brasileira sediada em Pelotas, no estado do Rio Grande do Sul. Opera no canal 18 (19 UHF digital), e é uma emissora própria da Top TV, sendo portanto, pertencente à Rede Mundial de Comunicações. Seus estúdios ficam no 10.º andar do Edifício Itatiaia, no Centro da cidade, e sua antena de transmissão está no alto do prédio.
Conta com sucursais nos municípios de Bagé e de Rio Grande. Até o ano de 2017, era denominada de TV Nativa.

## História

### TV Nativa (2004-2017)

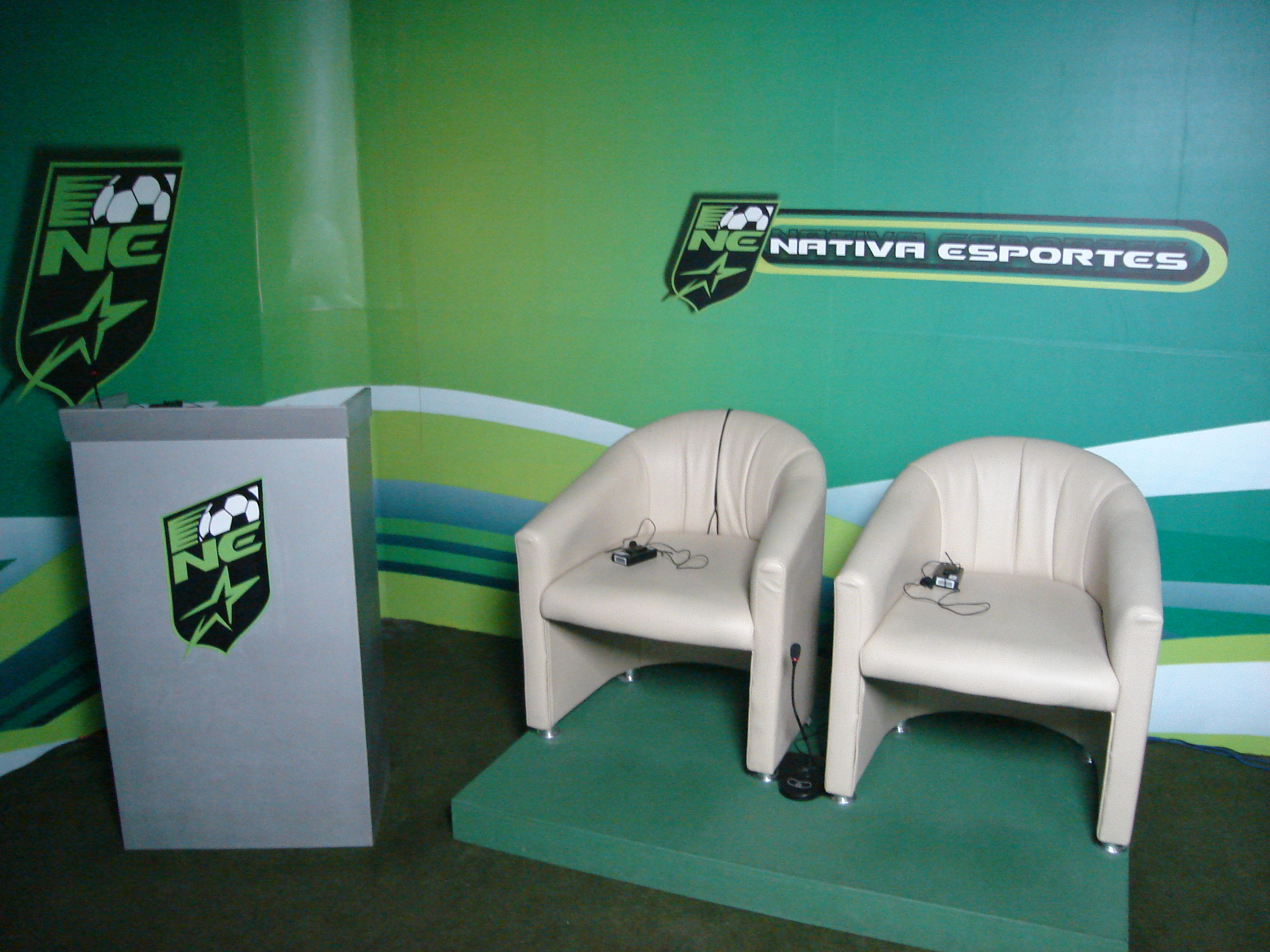
Estúdio do Nativa Esportes

A TV Nativa de Pelotas entrou no ar em 9 de novembro de 2004 como afiliada ao SBT, retransmitindo o sinal do SBT Porto Alegre, que contava com o telejornal local SBT Rio Grande. Em 7 de março de 2005, a emissora estreou seu primeiro programa local: o Nativa Esportes.
Mudança temporária para a Record News (2008)
À 0h do dia 1º de junho de 2008 a TV Nativa desfiliou-se do SBT e passou a transmitir temporariamente o sinal da Record News para a sua área de abrangência.

Afiliação com a Rede Record (2008-2013)
Depois de uma divergência entre os diretores da Rede Pampa e os executivos do Grupo Record, causada pelo uso de retransmissoras sem autorização e por irregularidades nas cláusulas do contrato que mudavam o nome da TV Pampa para TV Record, as emissoras gaúchas voltaram a utilizar a nomenclatura original. Com isso, no dia 14 de julho de 2008, a TV Nativa tornou-se afiliada à Rede Record, após o encerramento do contrato com a TV Pampa Sul.
Outro motivo para a mudança é que a TV Nativa possui mais retransmissoras que a TV Pampa Sul. Enquanto esta possui apenas quatro retransmissoras, a TV Nativa possui quatorze.
No fim de 2010 lançou o Jornal da Campanha aos domingos, mostrando exclusivamente notícias sobre Bagé e região.
No dia 2 de maio de 2011 o Nativa Esportes e o Jornal da Nativa deixaram de ser exibidos. No lugar de tais programas, foi lançado o Nativa 12 Horas, seguido, às 12h45min pelo Jornal da Campanha, para rivalizar com o Jornal do Almoço, da concorrente RBS TV Pelotas.
Fim da era Record e afiliação com a Top TV (desde 2013)
Após 5 anos de duração, o contrato com a Record-RS encerrou-se no dia 01/07/2013 por falta de acordo entre as partes. Em comentário, o diretor-geral da Nativa, Cláudio Omar Haubman mencionou que  "Foi ótimo enquanto durou, foi uma grande parceira, mas queremos caminhar com nossas próprias pernas a partir de agora". Desde que surgiu a informação de que a TV Nativa iria se desfiliar da TV Record diversas emissoras ser dispuseram a ocupar o espaço na grade. Apesar da rede mais cotada ser a MixTV, o acordo final foi firmado com a TOP TV.  Em 28 de junho de 2013, a TV Nativa fechou acordo com a Top TV, emissora da Rede Mundial de Comunicações, de São Paulo, que exibe clipes musicais e tem sinal aberto em alguns lugares do Brasil. A parceria da emissora pelotense com o canal de Edir Macedo se encerraria às 00:00 do dia 30 de junho, mas, como ela deixou terminar a programação de sua antiga retransmissora, mais precisamente a troca de sinal ocorreu às 01:10 do dia 1 de julho.
Desativação do jornalismo em Pelotas
Em 12 de fevereiro de 2014, foi ao ar a última edição do Nativa 12 horas, e assim o departamento de telejornalismo da TV Nativa em Pelotas foi desativado. O programete Nativa Notícias, que era veiculado de hora em hora também saiu do ar. Segundo o diretor da emissora pelotense, Cláudio Omar Haubmann, tal decisão teve que ser tomada devido a falta de apoio por parte do empresariado local e do poder público. Após a desfiliação do canal de Edir Macedo, em 1º de julho de 2013, a emissora havia anunciado um pacote de novidades, porém o projeto não teve continuidade.
Mesmo com uma programação essencialmente musical, já que a Top TV exibe somente clipes musicais e programetes jornalísticos, a grade da TV Nativa ainda conta com atrações locais. O diário Jornal da Campanha, produzido diretamente de Bagé, continua no ar. Os programas semanais Boa Companhia, Conexão, Saber Mais e Terra Sul também continuam sendo veiculados. Desde junho de 2015, a TV Nativa voltou a exibir o Nativa 12 Horas, Nativa Esportes e Zona Sul em destaque.

### Top TV Pelotas  (2017 - atualmente)
No dia 3 de setembro de 2017, a emissora passa a se autointitular TOP TV Pelotas. Depois disso, passar a exibir dois programas locais: Mesa de Bar (em conjunto com a TVC Pelotas) e Salve Galera!, com Vanderlei Leivas. 
Em 2018, o Salve Galera se tornou uma webrádio e fundou a web tv "TV Com Pelotas" e programa Mesa de Bar foi extinto em canal aberto, só no canal comunitária e fechada TVC Pelotas, ficando continuando com programas Cidade Shopping e Vendas.com com Fabiano Meireles.

## Sinal digital
| Canal virtual | Canal digital | Proporção de tela | Programação                                      |
| ------------- | ------------- | ----------------- | ------------------------------------------------ |
| 18.1          | 19 UHF        | 1080i             | Programação principal da Top TV Pelotas / Top TV |

Transição para o sinal digital
Com base no decreto federal de transição das emissoras de TV brasileiras do sinal analógico para o digital, a Top TV Pelotas, bem como as outras emissoras de Pelotas e do sul do Rio Grande do Sul, cessou suas transmissões pelo canal 18 UHF em 28 de novembro de 2018, seguindo o cronograma oficial da ANATEL.